# 明治高校マンドリン部OB孝友会オーケストラ
明治高校マンドリン部・孝友会オーケストラは、2004年に明治高校マンドリン部のOBによって結成された新進のオーケストラ。音楽監督・指揮は久保田孝。運営委員長は加藤英之。メンバーは現役時に久保田孝より直接指導を受けた者で構成されている。
2011年4月より、明治高校マンドリン部・孝友会オーケストラに改称した。

## 過去の演奏曲目

### 第1回定期演奏会
2004年9月26日 日本大学カザルスホール
- 序曲「メリアの平原に立ちて」… ジュゼッペ・マネンテ（編曲　久保田孝）
- 海の組曲… A.アマディ　（編曲　久保田孝）
- 喜歌劇「愛の悪戯」第一幻想曲 … ウーゴ・ボッタキアリ（編曲　久保田孝）
- 喜歌劇「こうもり」序曲… ヨハン・シュトラウス2世（編曲　久保田孝）
- 弦楽の為のセレナーデ　ホ長調　作品22… アントニン・ドヴォルザーク（編曲　久保田孝）

### 第2回定期演奏会〜久保田孝マンドリン演奏活動50年記念〜
2005年9月25日 第一生命ホール
- 歌劇「ルスランとリュドミラ」序曲… ミハイル・グリンカ　（編曲　久保田孝）
- 第二ギリシャ狂詩曲… ニコラス・ラウダス
- マンドリンオーケストラの為の幻想曲第2番　ホ短調　作品24… 久保田孝
- 悲劇的序曲　ニ短調　作品81… ヨハネス・ブラームス　（編曲　久保田孝）
- ツィゴイネルワイゼン… パブロ・デ・サラサーテ（編曲　久保田孝）

マンドリン独奏　　山室繁央
- 舞踊風組曲第2番　作品21… 久保田孝

### 第3回定期演奏会
2006年10月1日 紀尾井ホール
- 序曲ニ短調… サルヴァトーレ・ファルボ＝ジャングレコ（編曲　久保田孝）
- アーベントムジーク… クルト・シュヴァーエン
- ウイーンの森の物語… ヨハン・シュトラウス2世　（編曲　久保田孝）
- 交響的前奏曲… ウーゴ・ボッタキアリ
- ハンガリアの黄昏…D.ベルッティ　（編曲　久保田孝）

マンドリン独奏　　山室繁央
- 舞踊風組曲第3番　作品25… 久保田孝

### 前橋マンドリンフェスタ2006
2006年10月29日
- 交響的前奏曲… ウーゴ・ボッタキアリ
- 歌劇「ルスランとリュドミラ」序曲… ミハイル・グリンカ（編曲　久保田孝）

### 第4回定期演奏会
2007年9月30日 第一生命ホール
- 歌劇「秘密の結婚」序曲… ドメニコ・チマローザ（編曲　久保田孝）
- ロマン的間奏曲… アリアーゴ・カペレッティ
- マンドリン協奏曲〜山室繁央氏に捧ぐ〜(改訂初演)… 二橋潤一

マンドリン独奏　　山室繁央
- マンドリンオーケストラの為に幻想曲第1番イ短調… 久保田孝
- 皇帝円舞曲…ヨハン・シュトラウス2世　（編曲　久保田孝）
- スラヴ行進曲　…ピョートル・イリイチ・チャイコフスキー（編曲　久保田孝）

### 第5回定期演奏会
2008年9月28日 紀尾井ホール
- アンダンテとポロネーズ… メッツァカーポ（編曲　久保田孝）
- マンドリン協奏曲ト長調… フンメル（編曲　久保田孝）

独奏　高橋邦明
- 舞踊風組曲第1番… 久保田孝
- 弦楽セレナーデ　…ピョートル・イリイチ・チャイコフスキー（編曲　久保田孝）

### 第6回定期演奏会
2009年9月27日 紀尾井ホール
- 歌劇「アルテミシア」序曲…ドメニコ・チマローザ （編曲　中野二郎、補筆　久保田孝）
- 組曲第1番ロ短調Op.4… 久保田孝
- マンドリンの群れ… カルロ・アルベルト・ブラッコ（編曲　久保田孝）

- 劇付随音楽「真夏の夜の夢」序曲… フェリックス・メンデルスゾーン（編曲　久保田孝）
- 「ヴェニスの謝肉祭」による変奏曲…エルケ・トーバー=フォクト（加筆　久保田孝）

独奏　丸橋弘雅【第21回（2008年）日本マンドリン独奏コンクール第1位】
- マンドリンオーケストラの為の幻想曲第3番ニ短調Op.26　…久保田孝（編曲　久保田孝）

### 朔太郎音楽祭2009
2009年10月25日
- 組曲第1番ロ短調Op.4… 久保田孝
- 「ヴェニスの謝肉祭」による変奏曲…エルケ・トーバー=フォクト（加筆　久保田孝）

独奏　丸橋弘雅【第21回（2008年）日本マンドリン独奏コンクール第1位】

### 第7回定期演奏会
2010年9月26日 紀尾井ホール
- 演奏会用序曲「フィンガルの洞窟」　　フェリックス・メンデルスゾーン　（編曲　久保田孝）
- 弦楽のためのアダージョ　　　サミュエル・バーバー　（編曲　久保田孝）
- マンドリン協奏曲ハ長調　RV425　　　アントニオ・ヴィヴァルディ　（編曲　久保田孝）

マンドリン独奏　　丸橋弘雅【第21回（2008年）日本マンドリン独奏コンクール第1位】
- 悲劇的序曲　　　ヨハネス・ブラームス　（編曲　久保田孝）
- 交響曲第7番ロ短調　D759「未完成」　　　フランツ・シューベルト　（編曲　久保田孝）

### 第6回大阪国際マンドリンフェスティバル＆コンクール　〜フェスティバルコンサート4〜
2010年10月10日 いずみホール
- 演奏会用序曲「フィンガルの洞窟」　　フェリックス・メンデルスゾーン　（編曲　久保田孝）
- 弦楽のためのアダージョ　　　サミュエル・バーバー　（編曲　久保田孝）
- 交響曲第7番ロ短調　D759「未完成」　　　フランツ・シューベルト　（編曲　久保田孝）
- ENC.歌劇「ルスランとリュドミラ」序曲… ミハイル・グリンカ　　（編曲　久保田孝）

### 第8回定期演奏会
Festa Italiana〜マンドリン発祥の地　イタリア特集〜
2011年9月25日 紀尾井ホール
- 歌劇「運命の力」序曲　　ジュゼッペ・ヴェルディ　（編曲　久保田孝）
- ミヌエット　　　ディーノ・ベルッティ
- マンドリン協奏曲第2番　第1楽章マエストーソ　　　ラファエレ・カラーチェ

マンドリン独奏　　山室繁央
- 瞑想曲「夢の魅惑」　　　ウーゴ・ボッタキアリ
- ハ短調序曲　　　ヴィンチェンツォ・ベッリーニ　　(編曲　中野二郎)
- 組曲「田園写景」　　　サルヴァトーレ・ファルボ
- 奇想曲「イタリア」　　　久保田 孝

メゾソプラノ独唱　井坂惠

### 第9回定期演奏会
久保田孝の古希を祝して
明治高校マンドリン部での
久保田孝作曲と編曲の初演を集めてみました。
“GLORIA”
2012年9月30日 紀尾井ホール
- 歌劇「オベロン」序曲　／　カール・マリア・フォン・ウェーバー（編曲　久保田孝）
- クレオパトラの死と変貌　／　ディーノ・ベルッティ（編曲　久保田孝）
- ツィゴイネルワイゼン　／　パブロ・デ・サラサーテ（編曲　久保田孝）

　マンドリン独奏　山室繁央【第12回（1990年）日本マンドリン独奏コンクール第1位】
- 序曲第1番ハ短調　作品1　／　久保田　孝
- 組曲第1番ロ短調　作品4　／　久保田　孝
- マンドリンオーケストラのための幻想曲第2番ホ短調　作品24　／　久保田　孝

### 第10回定期演奏会
繊細かつ勇壮な響きII
クボタイズム
2013年9月29日 紀尾井ホール
- 舞踊風組曲第1番／　久保田孝
- ユーモレスク　／　久保田孝
- ソナタ　イ短調　／　久保田孝
- イセアーナ　／　久保田孝
- 序曲第2番　／　久保田　孝
- 組曲第2番　／　久保田　孝
- マンドリンオーケストラのための幻想曲第1番　／　久保田　孝

### 第11回定期演奏会
繊細かつ勇壮な響きIII
ノスタルジア
2014年10月5日 紀尾井ホール
- 序曲ニ短調… サルヴァトーレ・ファルボ＝ジャングレコ（編曲　久保田孝）
- 組曲第3番　／　久保田　孝
- 交響的前奏曲… ウーゴ・ボッタキアリ
- 弦楽の為のセレナーデ　ホ長調　作品22… アントニン・ドヴォルザーク（編曲　久保田孝）

### 第12回定期演奏会
『久保田孝マンドリン演奏活動60年記念　極上の舞踊風とふたりのヴィルトゥオーゾ』
2015年9月27日 紀尾井ホール
- 舞踊風組曲第1番／　久保田孝
- 舞踊風組曲第2番／　久保田孝
- 夜曲／　久保田孝

独奏　山室繁央【第12回（1990年）日本マンドリン独奏コンクール第1位】
- Elegie／　久保田孝

独奏　丸橋弘雅【第21回（2008年）日本マンドリン独奏コンクール第1位】
- 舞踊風組曲第3番／　久保田孝
- 舞踊風組曲第4番／　久保田孝